# (4535) Adamcarolla
(4535) Adamcarolla es un asteroide perteneciente al cinturón de asteroides, descubierto el 28 de agosto de 1986 por Henri Debehogne desde el Observatorio de La Silla, Chile.

## Designación y nombre
Designado provisionalmente como 1986 QV2. Fue nombrado Adamcarolla en homenaje al comentarista estadounidense de radio "Adam Carolla", que aconsejaba sobre temas médicos y relaciones de pareja.

## Características orbitales
Adamcarolla está situado a una distancia media del Sol de 2,785 ua, pudiendo alejarse hasta 3,235 ua y acercarse hasta 2,335 ua. Su excentricidad es 0,161 y la inclinación orbital 7,752 grados. Emplea 1698 días en completar una órbita alrededor del Sol.

## Características físicas
La magnitud absoluta de Adamcarolla es 12,4. Tiene 9,972 km de diámetro y su albedo se estima en 0,195.